# William Joyce
William Joyce (Nova York, 24 d'abril de 1906 – Londres, 3 de gener de 1946), conegut despectivament com a "Lord Haw-Haw" (si bé, aquest va ser un àlies emprat per més persones), va ser un activista polític i locutor de ràdio d'origen angloamericà que va treballar per al govern nacionalsocialista alemany durant la Segona Guerra Mundial.

## Biografia
Nascut als Estats Units, fill d'una família unionista britànica (de pare anglès i mare irlandesa), sent jove es va afiliar al partit feixista britànic (British Fascist Ltd.) i més tard a la Unió Britànica de Feixistes. En una baralla se li va trencar el nas, que no va arribar a guarir-lo bé i que li va atorgar un timbre nasal a la seva veu (el que va motivar l'àlies de Lord Haw-Haw).
El 1939 va marxar a Berlín i es posà al servei del govern d'Adolf Hitler, treballant en el seu aparell de propaganda com a locutor del programa Germany Calling, emès a través de l'estació Radio Luxembourg, i dirigit a la població anglesa. Si bé escoltar aquest tipus d'emissores era il·legal en temps de guerra, les retransmissions es van fer populars entre els britànics, sobretot per l'estil mordaç de William Joyce.
Acabada la guerra, Joyce va ser capturat per les forces aliades, traslladat al Regne Unit i jutjat per alta traïció. Va ser penjat el 3 de gener de 1946 prop de Londres.